# ديفيد جارنر
ديفيد جارنر (بالإنجليزية: David Garner)‏ هو ملحن كلاسيكي ‏ أمريكي، ولد في 1954.

## روابط خارجية
- ديفيد جارنر على موقع IMDb (الإنجليزية)